# Pavel Suhov
Pavel Vladislavovici Suhov (rusă Павел Владиславович Сухов, n. 7 mai 1988, regiunea Samara, RSFS Rusă, URSS) este un scrimer rus specializat pe spadă, campion european în 2012 și laureat cu bronz la Campionatul Mondial de Scrimă din 2013.
A participat la spadă individual la Jocurile Olimpice din 2012 de la Londra, fiind învins în turul întâi de sud-coreeanul Jung Jin-sun, care a câștigat medalia de bronz în cele din urmă. Nu a fost nicio probă pe echipe la acesta Olimpiadă.

## Legături externe
- ru  Profil la Federația Rusă de Scrimă
- en  Profil Arhivat în 3 ianuarie 2014, la Wayback Machine. la Confederația Europeană de Scrimă
- en Pavel Suhov la Olympedia.org